# Max Julen
Max Julen (* 15. März 1961 in Zermatt) ist ein ehemaliger Schweizer Skirennfahrer.

## Biografie
Der bedeutendste Erfolg seiner Karriere war der Sieg im Riesenslalom bei den Olympischen Winterspielen 1984 am 14. Februar in Sarajevo. 1985 wurde er bei den Weltmeisterschaften in Bormio in der gleichen Disziplin Zehnter. Neben seinem Olympiasieg gewann er nur ein weiteres Weltcup-Rennen, nämlich am 12. Dezember 1983 einen Riesenslalom in Les Diablerets. Ausserdem gewann er, jeweils in Bormio, am 29. November 1982 einen Parallel- und am 24. November 1983 einen Riesenslalom; beide Rennen zählten nur für die Nationenwertung. Sein bestes Slalom-Ergebnis gelang ihm im Januar 1984 mit Rang fünf in Parpan.
Julen beendete 1987 seine Karriere mit 26 Jahren und leitet seitdem ein Hotel in seinem Heimatort Zermatt. Er ist verheiratet und hat drei Kinder, seit 1979 ist er ausgebildeter Sportartikelverkäufer. Sein Vater Martin Julen sen. war ebenfalls Skirennfahrer und gewann 1955 den Lauberhornslalom in Wengen. Sein Bruder ist der Manager Franz Julen.

## Erfolge

### Olympische Spiele
- Sarajevo 1984: 1. Riesenslalom

### Weltmeisterschaften
- Schladming 1982: 13. Riesenslalom
- Bormio 1985: 10. Riesenslalom

### Weltcupsiege
- 11 Podestplätze, davon 1 Sieg:

| Datum             | Ort            | Land    | Disziplin    |
| ----------------- | -------------- | ------- | ------------ |
| 12. Dezember 1983 | Les Diablerets | Schweiz | Riesenslalom |

### Weltcupwertungen
| Saison  | Gesamt | Gesamt | Riesenslalom | Riesenslalom | Slalom | Slalom | Kombination | Kombination |
| Saison  | Platz  | Punkte | Platz        | Punkte       | Platz  | Punkte | Platz       | Punkte      |
| ------- | ------ | ------ | ------------ | ------------ | ------ | ------ | ----------- | ----------- |
| 1981/82 | 45.    | 28     | 15.          | 28           | –      | –      | –           | –           |
| 1982/83 | 8.     | 116    | 2.           | 100          | 21.    | 13     | 39.         | 3           |
| 1983/84 | 12.    | 91     | 7.           | 60           | 16.    | 31     | –           | –           |
| 1984/85 | 14.    | 97     | 8.           | 56           | 18.    | 26     | 15.         | 15          |
| 1985/86 | 53.    | 30     | 18.          | 16           | 34.    | 14     | –           | –           |